# Arcidiecéze mechelensko-bruselská
Arcidiecéze mechelensko-bruselská (latinsky Archidioecesis Mechliniensis-Bruxellensis) je římskokatolická metropolitní arcidiecéze na území Belgie se sídlem v Mechelenu.

## Historie
Arcidiecéze byla založena v roce 1559.
Její katedrálou je mechelenská katedrála sv. Rombalda, konkatedrálou pak bruselská katedrála sv. Michaela archanděla a sv. Guduly.
Arcibiskup mechelensko-bruselský je metropolitou mechelenské církevní provincie a zároveň primasem Belgie a je mu svěřována správa Belgického vojenského ordinariátu.